# Santa Maria del Soccorso (estación)
Santa Maria del Soccorso (en español: Santa María del Socorro) es una estación de la línea B del Metro de Roma. Se encuentra en Vía Tiburtina, cercana a la Piazza Santa Maria del Soccorso.

## Historia
La estación Santa Maria del Soccorso fue construida como parte de la extensión de la línea B desde Termini a Rebibbia de la línea B, que fue inaugurada el 7 de diciembre de 1990 y abierta al público el día siguiente.